# Teràpia racional emotiva conductual
La teràpia racional emotiva conductual (TREC) és una psicoteràpia en progressió de la teràpia racional i la teràpia racionalemotiva creades i ampliades pel psicòleg nord-americà Albert Ellis des de l'any 1955 fins a la seua mort el 2007. Se centra a resoldre problemes emocionals i conductuals amb un model d'intervenció activodirectiu, filosòfic i empíric, representat per la seqüència A-B-C, encaminat a la reestructuració cognitiva. Se sol comparar i fins i tot complementar amb teràpia cognitiva (TC) creada per Aaron T. Beck, un altre teòric important de la l'estimulació cognitiva. Ambdues teràpies, la TREC i TC formen part del grup de teràpies cognitivoconductuals (TCC)

## Història
Ellis desenvolupà el seu model psicoterapèutic des de 1955, i és un pioner del cognitivisme. El seu treball és semblant al de Beck i actualment n'hi ha molts subcorrents, variants i escoles que han emprat els principis terapèutics proposats per tots dos autors. Hui la TREC d'Ellis ha estat revisada, ha incorporat una visió constructivista i ha adoptat nous recursos.
Ellis va partir dels enfocaments neofreudians de Karen Horney, Alfred Adler, Erich Fromm i Harry Stack Sullivan, i se'n separà més tard. Hi incorporà elements del conductisme com la dessensibilització sistemàtica i el reforç positiu de B. F. Skinner. Molts elements de la teoria racional emotiva conductual es basen en estudis del llenguatge d'Alfred Korzybski: aquest autor comentava que quan les persones parlen de «ser» es refereixen a una forma extremament generalitzadora, per això, en identificar els actes de les persones amb la seua existència, s'arriba a diversos conflictes emocionals. A més, Ellis també hi tingué en compte la filosofia moderna i antiga (sobretot el racionalisme), i les seues pròpies experiències.
Ellis creà la TREC com una forma més activa en què el terapeuta ajuda el pacient a comprendre que la seua filosofia personal conté creences que contribueixen als seus dolors emocionals. Ellis creia que, amb l'anàlisi racional, la gent entendria les seues creences irracionals, i les canviaria per una posició més racional. Per això, centrà la seua teoria en la senzilla frase atribuïda al filòsof estoic grec Epictet de Hieràpolis: «Les coses en si no turmenten les persones, sinó les opinions que en tenen». La idea central de la TREC és que són les percepcions i concepcions errònies les que causen malestar i amb un debat racional es millora la percepció dels fets i s'aconsegueixen emocions i comportaments escaients.
Cal destacar la difusió que a partir de 1976 tingueren entre el gran públic els principis assenyalats per Ellis, amb la publicació de Les teues zones errònies, un llibre d'autoajuda de l'autor nord-americà Wayne Dyer que, basant-se en idees semblants a les de Ellis (tot i que sense arribar a esmentar-lo), esdevindria el major èxit editorial del seu gènere amb més de 35 milions de còpies venudes.

## Concepció psicopatològica
El model bàsic d'enquadrament psicopatològic i clínic se serveix del model A-B-C. Després d'un fet activador, succés o situació (moment A), es desenvolupa un sistema de creences (B, per «Beliefs», creences en anglés), a partir de les quals el subjecte crea emocions, pensaments i accions (C, conseqüències). Les pertorbacions emocionals les poden provocar creences, valoracions i demandes inflexibles (exigències absolutistes), creences irracionals que derivaran en emocions i conductes disfuncionals o no adaptatives.

### Creences irracionals
Ellis enumerà una sèrie de creences irracionals, és a dir, les creences que pertorben el subjecte i no el deixen viure de manera satisfactòria. Aquesta llista ha deixat de ser un punt d'èmfasi en la TREC actual, però no ha perdut validesa. Algunes en són:
- Ser estimat i acceptat per tots és una necessitat extrema.
- Només es pot considerar vàlid l'ésser humà si és competent, suficient i capaç d'aconseguir el que es planteja.
- Les persones que no actuen com «haurien de fer-ho» són vils i han de pagar per això.
- La desgràcia i el malestar humans estan provocats exteriorment i no es poden controlar individualment.
- Si hi ha cap perill, haig de sentir-me prou pertorbat per això.
- És més fàcil evitar les responsabilitats i dificultats de la vida que fer-los front.
- El meu passat m'afecta sempre.

Les idees irracionals s'han definit dins de la teràpia racional emotiva conductual com el conjunt de creences que no coincideixen amb la lògica i el mètode empiricoanalític i que no són funcionals per a l'individu. Són equiparables a les distorsions cognitives plantejades per Beck.

### Exigències absolutistes
A més de les creences irracionals que puga tenir el pacient, les persones emocionalment pertorbades s'encallen en exigències rígides i absolutistes, que només poden crear necessitats falses. Aquestes exigències són al voltant de:
- Un mateix: «Jo he de…» o «Jo necessito…». Per exemple: «He de fer les coses bé», «no he de fer el ridícul».
- Els altres: «Ell ha de…» o «tu has de…»: «Les persones han de tractar-me amb amabilitat i ser sempre justes amb mi».
- El món: «El món ha de…» o «la vida ha de…»: «El món hauria d'oferir-me una vida còmoda», «No és just que la vida siga així».

La persona no sempre s'adona que té aquestes creences, ni que són irracionals. Per exemple, l'exigència de «justícia» sol enllaçar-se amb la creença o noció personal -sense fonament- de justícia, moralitat i relacions humanes, vista com l'única que n'hi ha al món o l'única correcta, sense que la persona haja examinat si realment és així.
Si aquestes exigències no es compleixen, sorgeix una sèrie de conseqüències, com ara el tremendisme, la poca tolerància a la frustració i condemna (dels altres o d'un mateix), ira, culpa, etc.

## Canvi filosòfic profund
L'èmfasi de la TREC està en el canvi profund en la filosofia de vida del pacient, i no sols en una remissió dels símptomes. Això s'aconsegueix assolint, dins del model A-B-C, el punt D: el debat racional emotiu o diàleg socràtic modificat (que és la recerca d'evidències i refutació d'idees) enfocat cap a un nou efecte (punt I) més sa i adaptatiu.
Per això, la TREC destaca per:
- El concepte humanista d'«autoacceptació», basat a qualificar les conductes però mai les persones. Tot i que les conductes puguen ser correctes o errònies, no es modifica la valoració dels éssers humans.
- Tot i que se suggereix inicialment un abordatge científic consistent en la discussió empírica, pragmàtica i lògica, s'hi sumen altres abordatges emotius i conductuals d'acord amb les característiques i necessitats de cada pacient.

### Autoacceptació incondicional
Aquest concepte és un punt central de la teràpia. Ellis va partir de la definició d'«estimació positiva incondicional» del psicòleg humanista Carl Rogers, aplicada a les persones a si mateixes. Es distingeix de «confiança en si mateix» i «amor propi»: Ellis suposava aquestes com formes extremament condicionades d'acceptació en tenir-se només quan es té un èxit o un bé. Ell argumentava que per a les persones és comú basar la seua autoestima en situacions variables com capacitats i qualitats que poden perdre's i, per punt, fer desaparéixer l'autoestima. Hi proposà una autoacceptació o autoelecció lliure de condicions, autoclassificacions, valoracions i comparacions amb altres individus. Amb aquesta filosofia, si una persona actua malament no significa que necessàriament siga roïna, doncs a partir d'una actuació no pot definir-se la totalitat de l'ésser. Per això, utilitzava un proverbi de tradició catòlica: «Condemna al pecat, no necessàriament al pecador».

## Distorsions cognitives
Relacionades amb les idees irracionals, hi ha les distorsions cognitives, que són hàbits de pensament fal·laços, que produeixen creences irracionals i que pertorben emocionalment l'individu i l'encaminen a conductes de risc (per exemple, sexe insegur, o bé addiccions, com un addicte a l'alcohol que arriba a pensar «per què hauré nascut?», «és només un glop», o «açò és una porqueria, la meua vida no val res, tent li fa!)». Entre aquestes, hi ha el pensament emocional, la personalització o la condemna (l'avaluació global d'un ésser humà, atribuint una «mala essència» a una persona que, com tots, té les seus alts i baixos, els seus moments de plaer i de frustració). En molts casos, són un intent d'autoprotecció o autoregulació enfront d'estímuls adversos (estratègies d'afrontament), que no protegeixen realment l'individu; això ocorre perquè es pretén actuar quasi de la mateixa manera davant situacions que es perceben com a amenaces reals, però que estan lluny de ser-ho.

## Teràpia racional emotiva conductual en xiquets i adolescents
Els terapeutes de la TREC, en intervenir amb la gent més jove, procuren tenir en compte les tasques de desenvolupament dels seus clients tant per a l'avaluació com per a la intervenció. Les seues tècniques, en comptes de ser només modificacions del diàleg socràtic, inclouen activitats i mètodes emocionals, cognitius i conductuals dissenyats a la clínica, de manera que es considera un vessant terapèutic ajustat a aquestes poblacions. N'hi ha hagut resultats eixerits i el seu ús s'està estenent entre els terapeutes clínics, però en calen més estudis de resultat. Part de la teràpia es relaciona amb els pares, perquè són models de rol i agents de reforçament. S'hi empra assaig conductual i de rols, entrenament autoinstruccional, dibuixos cridaners o caricaturescs il·lustrant conceptes racionalemotius, «pensar en veu alta», etc.

## Resultats clínics i impacte
Dins l'ampli espectre de les psicoteràpies d'orientació cognitivoconductual, les propostes d'Ellis han estat útils sobretot en l'abordatge de la ira, l'ansietat, les frustracions, la fòbia social, la timidesa i les disfuncions sexuals. La teràpia racional emotiva conductual ha influït en moltes teories cognitivoconductuals com la teràpia del capteniment racional de Maxie Clarence Maultsby, Jr., la teràpia multimodal d'Arnold A. Lazarus i la cognitiva d'Aaron T. Beck.

## Relació pel que fa a la teràpia cognitiva de Beck
Hi ha hagut una àmplia influència mútua entre la TREC i el grup de A. T. Beck, en teoria i pràctica. Hi ha grans semblances, tot i que també diferències no menyspreables.
Per exemple, la TREC no afavoreix l'avaluació d'un mateix (ja que és improbable la identificació d'una «essència» d'un mateix; només hi ha conductes favorables i desfavorables, sociables, funcionals o disfuncionals, etc), mentre que Beck procura assolir «confiança en un mateix» i «autoestima». La TREC defineix les emocions respecte als objectius i valors dels pacients, distingeix entre emocions negatives escaients i inadequades, mentre que la TCC de Beck defineix emocions positives i negatives per si mateixes.
A més, la TREC usa tècniques de reforç operant, però és escèptica pel que fa al reforç social. La gent sovint fa coses «correctes» per raons «incorrectes». La teràpia racional emotiva conductual planteja un canvi filosòfic profund que promou la no-dependència i afavoreix els valors autònoms i no contingents de les pressions grupals, el reforç social.
La TREC i la teràpia cognitivoconductual tenen propostes compatibles, i fins i tot hi ha autors, com David Burns, que apleguen aportacions d'ambdues escoles.